# 鈴木大拙館

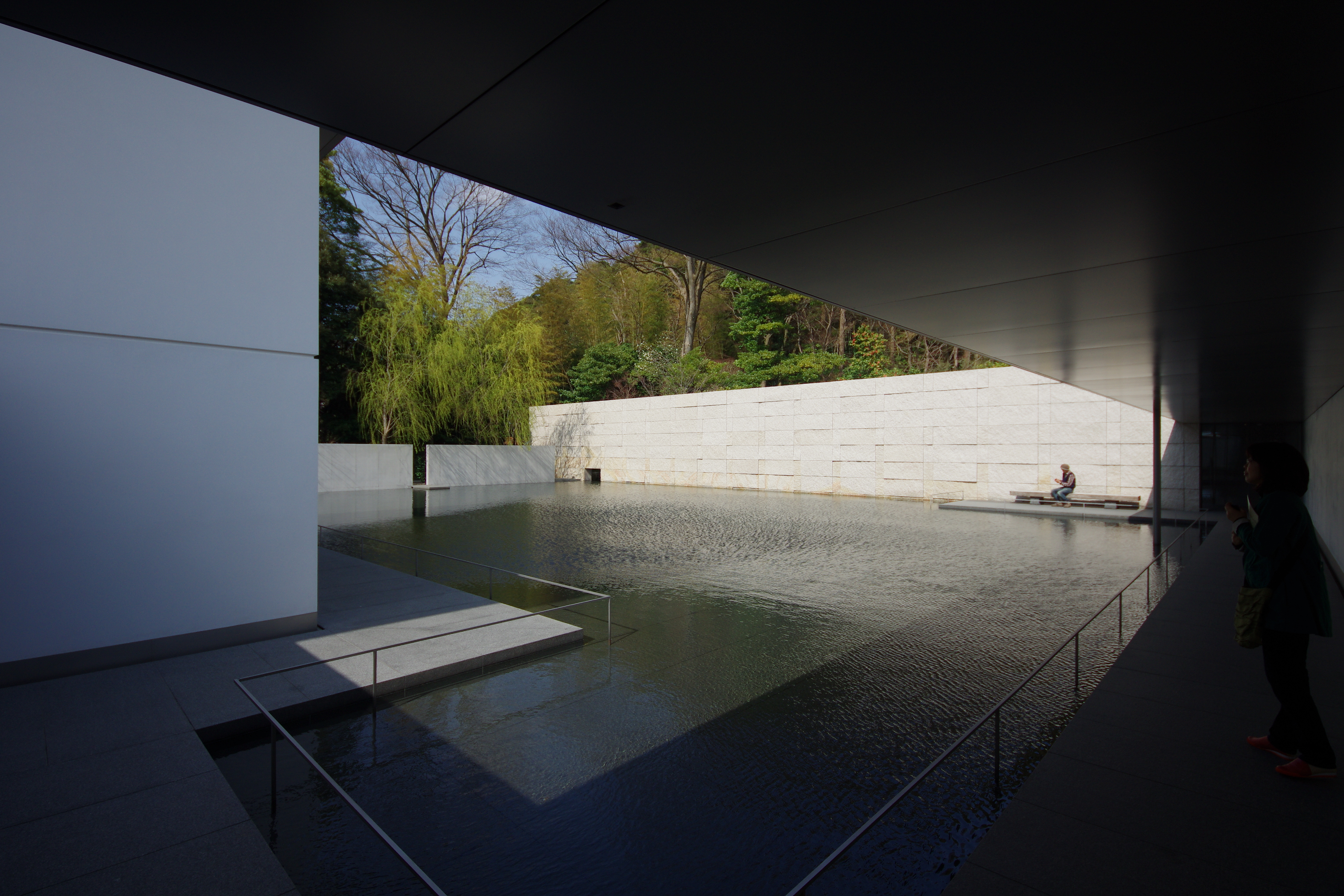
「水鏡の庭」越しに斜面緑地を望む

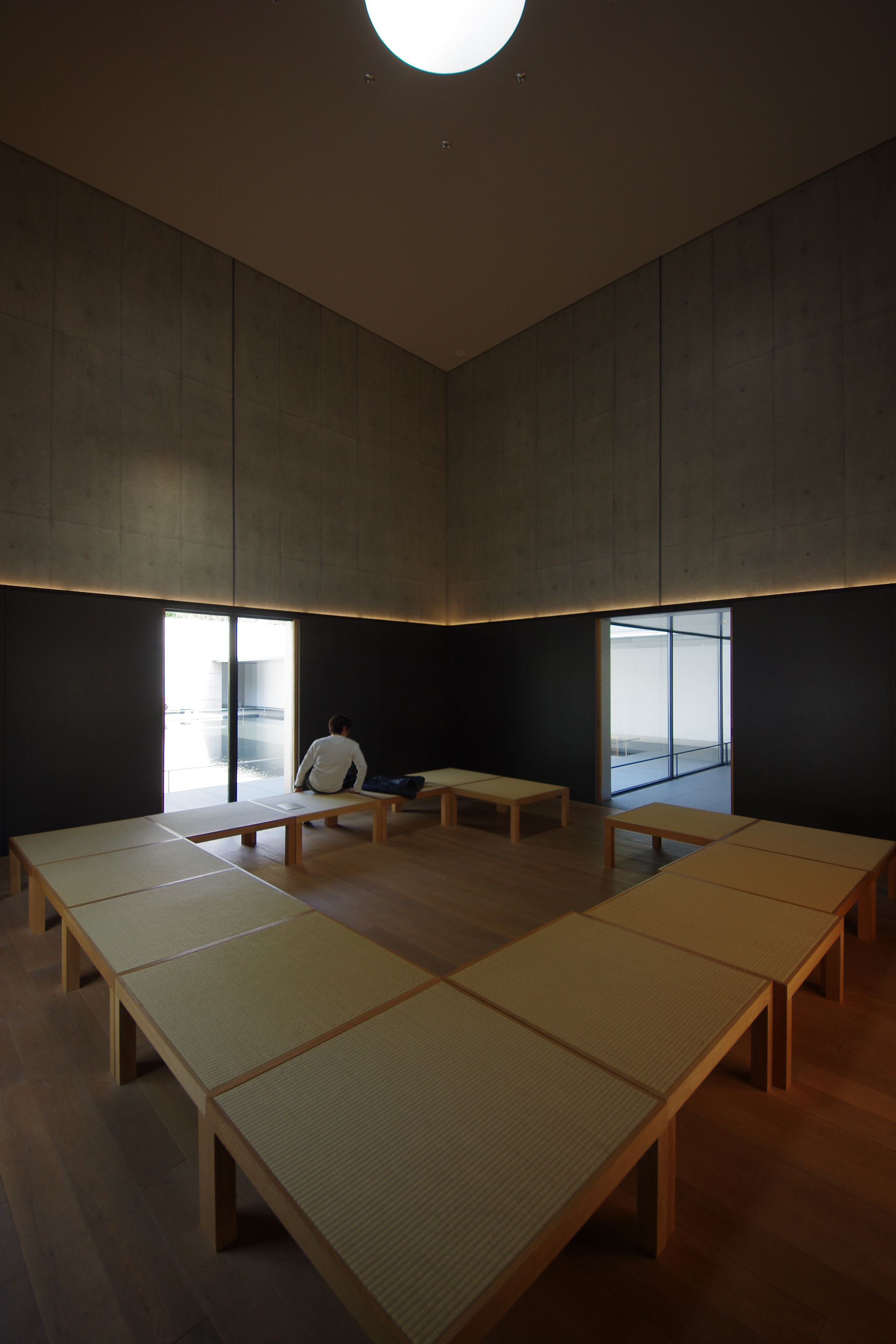
思索空間

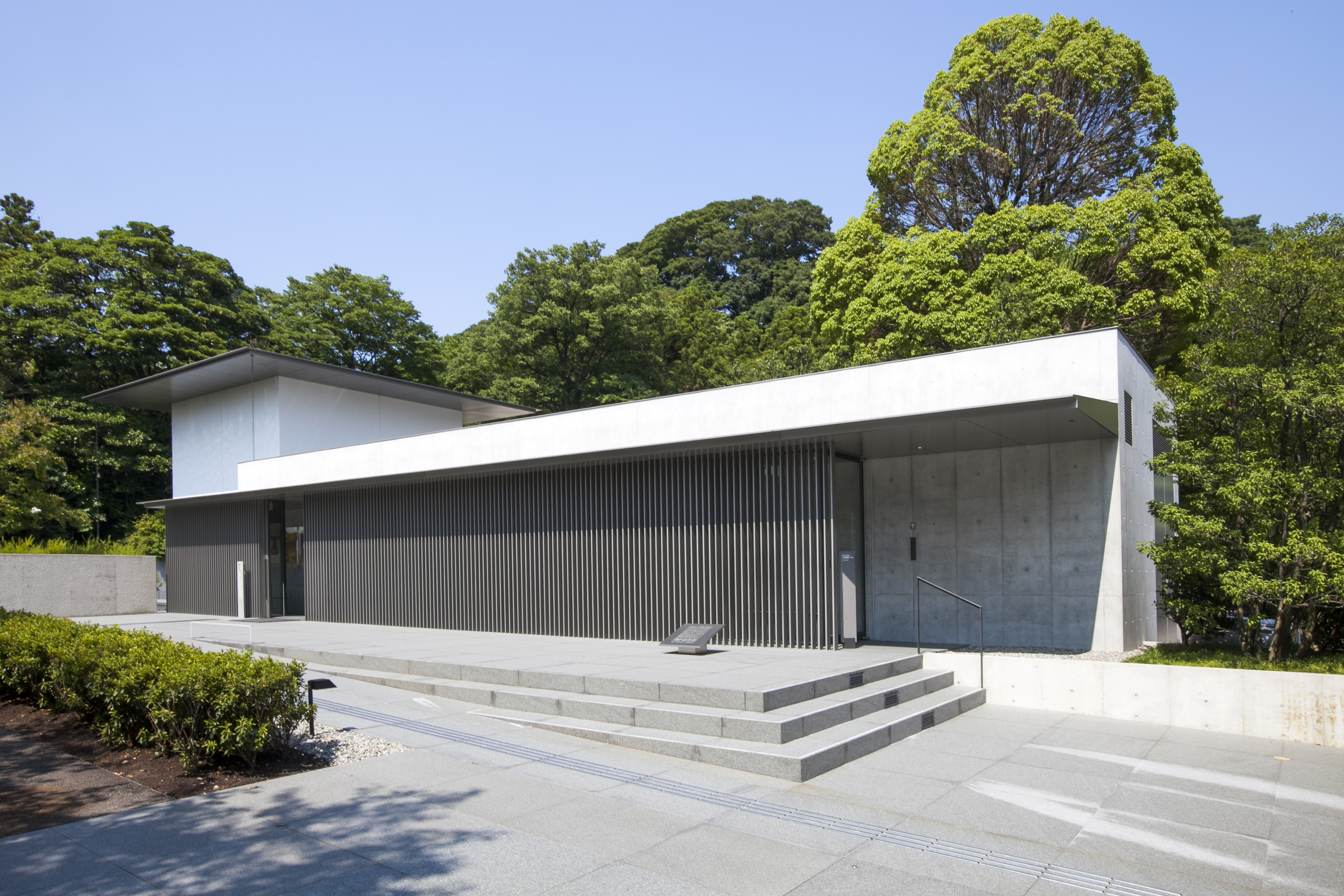
正面入口

鈴木大拙館（すずきだいせつかん）は、石川県金沢市本多町にある鈴木大拙に関する博物館。2011年に開館。2017年現在の館長は木村宣彰。

## 概要
金沢市出身の仏教学者である鈴木大拙への理解を深め、思索の場とすることを目的に、金沢市が2011年（平成23年）10月18日に開設した。施設の設計は金沢市にゆかりの深い日本芸術院会員の谷口吉生。大拙生誕地の近くに立地し、借景となる本多の森公園との調和や大拙の精神とされる「静か」「自由」の具現化を図ったとされる。なお、開館日の10月18日は大拙の生誕日（旧暦）である。
鈴木大拙は英文で仏教について多くの発表をしており、当館の入館者のうち約30％を外国人が占めている。
床材や内装の張り替えのため、2023年（令和5年）11月下旬から休館し、2024年（令和6年）3月にリニューアルオープンした。

## 施設
建物は「玄関棟」「展示棟」「思索空間棟」とこれらを結ぶ回廊からなり、回廊の両側には「水鏡の庭」「玄関の庭」が配されている。「水鏡の庭」は浅く水をたたえ、「思索空間棟」はその中に浮かぶように立っており、静かな空間を演出している。「思索空間棟」は、谷口が禅宗寺院の住職が生活する空間「方丈」をイメージして設計した建物で、中で「水鏡の庭」や本多の森を眺めながら座禅を組むこともできるようになっている。「展示棟」では収蔵品のうち大拙の書、写真など33点が展示されている。展示品には詳細な説明はなく、これは来館者がそれぞれに考え、大拙の思考を感じるための趣向であるとされる。
施設の設置に併せ、本多の森公園の斜面緑地に沿って金沢市立中村記念美術館まで「緑の小径」が整備された。辰巳用水が流れる斜面横の階段を上がれば石川県立美術館、用水沿いに下れば金沢21世紀美術館に抜けられ、まちなかの回遊性に配慮されている。
2015年に、日本建設業連合会主催の第56回BCS賞を受賞している。また、2019年にはトリップアドバイザーの日本の博物館ランキングにおいて第3位にランクインしている。

## 交流協定
鈴木大拙を国内外に発信する取組として、大拙が編集員を務めていた社の建物を保存管理しているヘゲラー・ケーラス財団（米国イリノイ州）と、大拙が数多く講演したニューヨーク仏教会を併設しているアメリカ仏教研究センター（米国ニューヨーク市）の2機関との間で交流協定を締結するほか、設計を担当した谷口吉生、大拙晩年の主治医である日野原重明、上田閑照（哲学者）、寺島実郎（評論家）、ピーター・グリーリ（ボストン日本協会）が金沢市からアンバサダー（大使）に委嘱されている。

## 周辺施設
- 金沢21世紀美術館
- 金沢ふるさと偉人館
- 金沢市立中村記念美術館
- 石川県立美術館
- 本多の森公園
- 石川県立図書館（2022年7月に新築移転）

## 交通アクセス
- 金沢駅から北鉄バス「本多町」下車